# Metamizole
|  | No s'ha de confondre amb metimazole. |

El metamizole, també conegut amb el nom de dipirona, és un fàrmac que forma part de la família de les pirazolones, un prototip de la qual és el piramidó. Generalment, és utilitzat com a potent analgèsic però també té propietats antipirètiques en menys potència i antiespasmòdiques. El seu principi actiu es pot presentar de dues formes: metamizole sòdic i metamizole magnèsic.

## Història
L'any 1920 el metamizole va ser sintetitzat per primera vegada en mans de la companyia alemanya Hoechst AG. Tot i així, la seva producció i venda no va arribar fins dos anys més tard, l'any 1922. En un primer moment, era un fàrmac que no necessitava recepta mèdica i tothom el podia adquirir a les farmàcies, a lliure disposició. Finalment, els anys 70, posteriorment a diversos estudis, es va arribar a la conclusió que era un fàrmac que tenia com a efecte advers una malaltia mortal anomenada agranulocitosi. Per aquest motiu, en la majoria de països es va restringir el seu consum sota prescripció mèdica.

## Mecanisme d'acció
El metamizole actua sobre el dolor i la febre. El seu mecanisme d'acció consisteix a reduir la síntesi de prostaglandines pro inflamatòries inhibint anteriorment la prostaglandina sintetasa. També, actua sobre els receptors opioides presinàptics perifèrics, amb menys potència que la morfina, i incrementa el llindar d'excitació de les neurones aferents mielinitzades que envien la sensació de dolor o sensació tèrmica al sistema nerviós central.
A més a més, el metamizole pertany a un grup de fàrmacs que no inhibeix la ciclooxigenasa com els opioides i per tant, no produeix efectes sobre la mucosa gàstrica o sobre les plaquetes. En la majoria de casos té una bona tolerància gàstrica.
Generalment, s'elimina per via renal.

## Indicacions i posologia
Generalment, el metamizole és utilitzat per tractar el dolor postquirúrgic i post traumàtic, dolor relacionat amb còlic, dolor oncològic, dolor crònic i finalment, s'inclou en el tractament de febre elevada que no han cedit amb altres tractaments previs.
El metamizole es pot administrar per via oral, intramuscular i endovenosa. Les dosis habituals són:
- 1 o 2 g cada 8 hores via oral
- Un vial via intramuscular o endovenós lentament/ durant 3 minuts) cada 8 hores
- En el dolor oncològic està indicat mig vial o un vial sencer de forma oral cada 6-8 hores
- En els infants major de 3 anys i amb un pes superior a 5 kg el metamizole s'administrarà de forma intramuscular

## Contraindicacions
El metamizole, com tots els fàrmacs, té tota una sèrie de contraindicacions que cal conèixer. Aquestes són: hipersensibilitat al metamizole o altres derivats pirazolònics, porfíria aguda intermitent, deficiència congènita de glucosa-6-fosfat-deshidrogenasa.
A més a més, pot aparèixer l'anomenada sensibilitat creuada en casos de rinitis, urticària o asma després de l'administració de paracetamol, antiinflamatoris no esteroidals.

### Agranulocitosi
Durant els anys 70 es va descobrir que el metamizole provocava agranulocitosi. Aquesta patologia consisteix en el fet que la medul·la òssia no produeix suficients glòbuls blancs, generalment neutròfils. Així doncs, acaba provocant una neutropènia.
L'etiologia d'aquesta patologia pot ser molt diversa: quimioteràpia, trastorns de la medul·la òssia, trastorns autoimmunitaris, alguns fàrmacs,com el metamizole, etc.
Els símptomes d'aquesta patologia són: Infeccions recurrents i febre d'origen desconegut.
Un estudi d'utilització del metamizole realitzat al nord de Suècia, publicat l'any 2002, va concloure que el risc de ser diagnosticats d'agranulocitosi pels pacients hospitalitzats i no hospitalitzats era aproximadament de 3 a 100 vegades major del qual s'estimava.

## Efectes secundaris
Alguns dels efectes secundaris del metamizole són: en rares ocasions es poden produir alteracions a la sang(leucopènia, trombocitopènia i agranulocitosi). En molt rares ocasions, es poden desencadenar casos d'oligúria, poliúria, proteinúria i nefritis intestinal. Rares vegades pot aparèixer prurit a pell i mucoses.

### Embaràs i metamizole
El metamizole no està permès en el primer i tercer trimestre d'embaràs, ja que, el fàrmac té la capacitat de traspassar la barrera placentària.

### Lactància i metamizole
En el cas de la lactància no està permès donar pit al nadó fins 48 hores després de l'administració del metamizole.

### Insuficiència renal i metamizole
En persones diagnosticades d'insuficiència renal cal anar amb compte i tenir precaució a l'hora de pautar les dosis.

### Insuficiència hepàtica i metamizole
En persones diagnosticades d'insuficiència hepàtica cal tenir precaució i no administrar dosis elevades de metamizole.

## Interaccions amb altres fàrmacs
Avui en dia, es coneixen tota una sèrie d'interaccions del metamizole amb altres fàrmacs.
- Ciclosporina: Si administrem simultàniament el metamizole amb la ciclosporina els nivells d'aquest a escala plasmàtica disminueixen.
- Clorpormacina: Si administrem de forma conjunta el metamizole amb la clorpormacina es produeix una disminució de la temperatura corporal.
- Els fàrmacs antihipertensius, com el captopril, també poden desencadenar interacció amb el metamizole.

## Formes de presentació
Les formes de presentació que es comercialitzen avui en dia són:
- Vial de 5 ml/2 g o 5 ml/2,5 g
- Càpsules de 500 mg i 575 mg
- Comprimits de 500 mg
- Supositoris de 500 mg i 1 g.

## Disponibilitat del metamizole a escala mundial

Mapa mundial de països en els quals està permès o prohibit l'ús del metamizole.
Blau clar: Amb limitacions pel seu ús.
Blau: Només es pot adquirir amb recepta mèdica.
Taronja: Només es pot adquirir amb recepta mèdica i té moltes restriccions el seu ús.
Vermella: el fàrmac està completament prohibit.

El metamizole ha estat un fàrmac que ha desencadenat molta discussió per la seva utilització en l'àmbit sanitari a causa dels seus possibles efectes secundaris com: agranulocitosi, leucopènia i neutropènia. Alguns països com Suècia, Estats Units i una trentena més van prohibir el metamizole a causa dels severs efectes secundaris que podia comportar a les persones a les quals se'ls hi administrava el fàrmac. Altres països van instaurar que el metamizole havia de requerir recepta mèdica per poder-lo adquirir. A Suècia l'any 1999 es va tornar a reintroduir l'ús del metamizole a escala sanitària.
Altres països segueixen utilitzant aquest fàrmac com a analgèsic i es pot adquirir a les farmàcies sense necessitat de recepta mèdica. Alguns d'aquests països són: Espanya, Mèxic, Índia, Rússia, Xile, Turquia, Bulgària, Israel, etc.
A més a més, hi ha països en els quals l'ús és legal però hi ha tota una sèrie d'advertències alhora d'utilitzar aquest fàrmac. Per exemple al Brasil no el poden fer servir els menors de 19 anys.

## Noms comercials de metamizole a diversos països
- Alemanya: Novalgin, Analgin, Berlosin, Metalgin, Metamizol-Puren, Novaminsulfon.
- Argentina: Novalgina, Buscapina Compositum, Apasmo
- Bolívia: Dioxadol
- Bòsnia i Hercegovina: Analgin, Bosalgin.
- Brasil: Novalgina, Neosaldina, Sedalgina, Doridina, Migranette, Benegrip, Anador, Magnopyrol, Conmel, Difebril, Termopirona, Dipifarma, Termosil, Dorona, Hynalgin, Lisador, etc.
- Bulgària: Algozone, Proalgin, Analgin, Hexalgin
- Xile: Dipirona, Baralgina, Metamizol sòdic.
- Colòmbia: Novalgina, Dipirona, Neosaldin
- Costa Rica: Neo-Melubrina, Lysalgil
- Croàcia: Analgin
- Cuba: Dipirona, Duralgina
- República Txeca: Algifen (combinado con pitofeno)
- Egipte: Novalgin
- Eslovènia: Analgin
- Espanya: Nolotil, Neo Melubrina, Algi-Mabo, Dolemicin, Lasain, Buscapina Compositum.
- Estònia: Analgin
- Finlàndia: Litalgin
- Hongria: Algopyrin, Algozone, Novalgin, Novamid, Panalgorin. En combinació amb altres fàrmacs: Quarelin, Ridol
- Índia: Novalgin
- Israel: Optalgin
- Itàlia: Novalgina
- Polònia: Pyralginum, Pyralgin, Pyrahexal. En combinació amb altres fàrmacs: Scopolan compositum, Spasmalgon, Tolargin
- Portugal: Nolotil